# Rivière du Plomb
Rivière du Plomb är ett vattendrag i Kanada.   Det ligger i provinsen Québec, i den sydöstra delen av landet, 60 km norr om huvudstaden Ottawa.
I omgivningarna runt Rivière du Plomb växer i huvudsak blandskog. Runt Rivière du Plomb är det mycket glesbefolkat, med 2 invånare per kvadratkilometer.